# Estação Ecológica do Rio Roosevelt
A Estação Ecológica Rio Roosevelt é uma estação ecológica do estado de Mato Grosso, Brasil.

## Localização
A Estação Ecológica Rio Roosevelt (ESEC) possui uma área de 96 625 hectares. Fica no município de Colniza no estado de Mato Grosso. Faz fronteira com o Parque Estadual de Tucumã a oeste, com o rio Roosevelt a leste e com a divisa entre os estados de Mato Grosso e Amazonas ao norte. É adjacente aos 83 381 hectares da Floresta Estadual de Manicoré, no Amazonas, uma unidade de conservação de uso sustentável criada em 2005. A estrada MT-206 passa pela zona sul da ESEC. A ESEC abriga 30 pessoas de uma mesma família, que vivem em três comunidades. Existem dois sítios arqueológicos na unidade.
A Estação Ecológica Rio Roosevelt é uma unidade do Mosaico Sul da Amazônia de unidades de conservação. A ESEC estaria no proposto Corredor Ecológico dos Ecótonos da Amazônia Meridional. É de responsabilidade da Coordenadoria de Unidades de Conservação (CUCO) da Secretaria de Estado do Meio Ambiente de Mato Grosso, sendo apoiada pelo Programa Áreas Protegidas da Amazônia.

## História
Uma série de decretos executivos e leis estaduais definiram e redefiniram a área da Estação Ecológica Rio Roosevelt. A estação ecológica foi autorizada pelo decreto 1.798, de 4 de novembro de 1997, com área de cerca de 80 915 hectares com a finalidade de conservar amostras dos sistemas ecológicos em seu estado natural, garantindo a diversidade biológica e proporcionando oportunidades controladas de ensino e pesquisa científica. A Lei 7.162 de 23 de agosto de 1999, entretanto, criou a estação ecológica com área de cerca 53 mil hectares no município de Aripuanã.
A Lei 8.680, de 13 de julho de 2007, ampliou a estação ecológica para uma área de cerca de 96 168 hectares, e também ampliou a reserva extrativista Guariba-Roosevelt para cerca de 138 902 hectares no município de Colniza. A expansão foi para compensar assentamentos na área das 4 Reservas dos municípios de Terra Nova do Norte e Nova Guarita. A reserva extrativista foi posteriormente ocupada por posseiros ilegais e foi revogada por ordem judicial em 2013, confirmada pelo Legislativo estadual em janeiro de 2015. O juiz afirmou que a falta de proteção ambiental na reserva extrativista estava causando sua devastação e não poderia ser considerada uma compensação pela perda das 4 Reservas.
A Lei 10.261, de 22 de janeiro de 2015, revogou a Lei 8.680, de 13 de julho de 2007, devolvendo a reserva ecológica a uma área de 53 mil hectares. O Decreto 58, de 13 de abril de 2015, redefiniu a área da estação ecológica para cerca de 96 625 com perímetro de 150 quilômetros no município de Colniza.

## Ambiente
A Estação Ecológica Rio Roosevelt fica no bioma Amazônia, estando em uma das áreas mais preservadas da floresta amazônica de Mato Grosso, afastada da zona de expansão agrícola, com população esparsa e pouco desmatamento. Os terrenos na zona sul da unidade têm baixa fertilidade e contêm grandes áreas de terrenos alagados, ajudando a proteger a unidade. As altitudes geralmente variam de 90 a 140 metros, mas a Serra da Fortaleza chega a 340 metros e a Serra do Pirangueiro a 300. O terreno contém planaltos com arestas íngremes, colinas, vales e planícies. A vegetação é principalmente floresta tropical com árvores altas de densidade variável nas áreas mais úmidas. Mais acima a vegetação é principalmente de cerrado.
O principal problema da reserva é a pesca predatória, que captura pelo menos três toneladas de peixes anualmente. A exploração madeireira e a mineração ilegal também são outras ameaças ao local.